# Населённые пункты, вошедшие в состав Дзержинска (Нижегородская область)
Населённые пункты, вошедшие в состав города Дзержинска в Нижегородской области России — перечень населённых пунктов, существовавших на территории современного Дзержинска и не являющиеся географическими объектами (или административно-территориальными единицами) административного деления.
На территории Дзержинска и пригородной территории находится множество разных посёлков и деревень.
Ещё до основания города в данном районе существовало множество населённых пунктов, а с появление города стали появляться и новые. В некоторых жили рабочие, строившие город, некоторые появились позже для поддержания города в некоторых промышленных начинаниях.
Населенные пункты активно развивались и продвигали ремесло. С основанием города появилось множество других посёлков и деревень, развитие которых тесно связано с ростом производства в стране.

## Посёлки и деревни, существовавшие до основания городов

### Посёлок Бабино
Посёлок располагался между Колодкино и дорогой на водозабор. Образован из переселенцев деревни от Копнинского озера.
Мужское население уходило летом работать на речной транспорт, а зимой жители занимались отхожим промыслом, в связи с чем преобладало женское население.
В 1850 году деревня входила в Первое Гнилицкое сельское общество Чернорецкой волости. Известные изобретатели К. Ф. Бочкарёвы и его сын Степан — столяр и единственный грамотный человек.
В 1875 году открыто смешанное начальное училище, в котором первыми учителями были Михаил Никонович и Вера Михайловна Орфановы. Позднее богатый желнинский купец построил школу. Сейчас школа № 25.
В 1918 году образован сельский Совет и комитет деревенской бедноты.
В 1924 году Бабинский сельсовет был укрупнён. В него вошли селения Игумново, Колодкино, Новый Юрьевиц, Петряевка, Ляхановка.
В 1932 году пришло радио. В 1935 году запущен автобус от проходной Чернореченского химического завода.
30 марта 1936 г. проведена электрификация.
В 1937 году открыта школа — десятилетка, в ней перед войной учился уроженец деревни Игумново Герой СССР Е. А. Сухарев.
В 1942 году посёлку присвоен статус рабочего.

### Посёлок Ба́бушкино
Местонахождение — восточнее канатной фабрики. На окраине деревни было Макарьевское старообрядческое кладбище.
Мужчины и молодые женщины работали на стороне или предприятиях, и в домах оставались одни пожилые женщины. Впервые деревня со 118 душами (55 мужчин и 63 женщины) упоминается в Жалованной грамоте 1752 года царицы Елизаветы Петровны Троице-Сергиевой лавре.
В 1811 году — 24 двора (60 мужчин), в 1834г. — 26 дворов, в 1850 году — 27 дворов, в 1889 году — 59 дворов (173 мужчины и 177 женщин).
В 1766 году, когда одни монастыри были упразднены, а у других изъяты в казну селения, леса, земли, бабушкинские крестьяне объединились в сельское общество Чернорецкой экономической волости и стали казёнными крестьянами. Земледелием они не занимались, поскольку не имели пахотной земли. Но в личном хозяйстве было широко развито животноводство. Пойменные луга позволяли запасать на зиму сено. Почти все мужское население тяготело к отхожему промыслу, служило на пароходах, выезжало на рыбные промыслы в Астрахань.
В 1847 году приписались к крестьянам Астраханской губернии: Булавины, Фокины, Орловы, Серяковы, Петелины.
В 1864 году в селе Черном преобразована  церковно-приходская школа в земскую сельскую, в которой началось обучение детей. В 1862 году палата государственных имуществ предоставила крестьянам лесной участок в 11 десятин, предварительно продав на торгах лес. В 1870 году на деревню был составлен план податного лесного участка, вырезанного из Чернорецко-Козинской лесной дачи. По нему на 121 душу населения приходилось 127 десятин надельной земли, в том числе 119 десятин Леной песчаной почвы и 8 десятин неудобной земли. Но по данным 1873 году земельные наделы изменились: крестьяне получили ещё 35 десятин лугов и 160 десятин неудобной почвы. В неудобицу вошли болота и кустарники. Все крестьяне облагались подушной податью.
В 1871 году Я. В. Валенков переселился на Чернорецкие постоялые дворики у Московского шоссе. В конце 19 века, когда А. Смирнов и Постников основали на окраине Чернорецких выселок канатную фабрику, а П. Н. Кононов основал алебастр-гипсовый завод на 35 рабочих, отдельные крестьяне-бабушкинцы пришли работать на эти предприятия. Петелин основал свое пароходство.
В 1918 году организован сельский Совет и комитет деревенской бедноты. В 1924 году с населением в 416 человек вошли в вновь организованный Растяпинский рабочий район. Основная масса превратилась в рабочий класс. Школа дом № 1 перешла в подчинение поселкового Совета. В 1929-1930 годах в ней училось 70 учеников.

### Поселение Голышево
Как поселение известно с 16 века. В «Нижегородских документах 16 века» Г. Н. Анпилогова о селении сказано следующее:

«Пустошь Голышево, что была деревня, а в ней три места дворовых, пашни перелогом худые, сена в Сеймовских лугах 160 копен»
Судя по определению «пустошь», можно сделать вывод, что селение существовало до переписи 16 века и возможно было разорено и сожжено в Марийскую войну, как и многие другие селения Нижегородской губернии. К моменту переписи 1588 года здесь оставалось всего три двора, а не паханные пашни успели зарасти. Деревня находилась в выгодном природном регионе. Окружена лесами, луговыми угодьями, пахотными землями. Рядом с ней речка Югонец и рыболовные озёра. Производился сбор пчелиного мёда в лесах, рыболовство, охота, скотоводство, сенокошение, земледелие — сеяли рожь и овёс. Платили в казну оброк и пошлину. Селение развивалось медленно.

Немецкий учёный и путешественник Адам Олеарий, проплывая по Оке в 1636 году, сделал такую запись в дневнике:

«...страна повсюду низменна, лесиста, дика и мало населена»
В 17-м веке при расколе в церкви сторонники старой веры из северных губерний скрылись в глухие селения левобережья Оки. Известно, что старообрядцы поморской секты, беспоповцы, беглопоповцы поселились во всех селениях Мысовской волости: Красной Горке, Жеравитове, Охлопкове, Щелканове, Голышеве и других.
В 1762 году Екатерина II подарила земли и селения Мысовской волости Г. А. Потёмкину.
В 1791 году после смерти Г. А. Потёмкина два селения, Красную Горку и Голышево, приобрёл полковник А. Н. Зубов.
В 1859 году Голышево имело 36 дворов (106 мужчин и 119 женщин). В 1872 году имение перешло к сыну — генерал-майор А. А. Зубову, который доверил крестьянину Якову Точилину управление поселениями. Также 1883 десятины без крестьян принадлежали некому В. М. Сабашникову.
В 1886 году открыто земское начальное училище, для которого в 1911 году крестьянин Т. Д. Маринин построил здание.

## Посёлки и деревни, образованные после основания города

### Посёлок Барачный (или «8-е Марта»)
Место нахождение – квадрат с востока – Московский проспект, с севера ул. Чапаева, с запада – ул. Пирогова и улица Полевая (с 1965 года — улица Новомосковская).
Большинства домов кирпичные двухэтажные. Название «8-е Марта» образовалось от территориальной близости мебельной артели, образованной в 1937 году и построенной в 1938 году. С 1956 года преобразована в мебельную фабрику. Первые дома построены ранее.
После войны на ул. Чапаева построена школа № 36, здание которой сохранилось и поныне. В конце 60-х начале 70-х годов посёлок начал энергично застраиваться и затем прекратил своё существование.
На 1 января 1960 г. норма на одного живущего в бараке была более 5 метров. На получение жилья такие семьи не ставились.

### Ворошиловский
Местонахождение — с юга — железная дорога, с севера — подъездные пути на территорию завода, с запада — Игумновское шоссе.
Образован с началом строительства промышленных предприятий «Рулон» — «Оргстекло» завод № 148  и «Заводстрой» — «Капролактам» завод № 96, которые введены в строй в 1939 году. Ранее в 1937 году введён в строй завод ядохимикатов «Ока».
Первые строения появились не ранее 1935-1936 годов.
Всего построено около 80 бараков, в основном двухэтажные. Проживало около 12 000-14 000 жителей. В посёлке располагались магазины, два детских сада, больница, кинозал, спортивный клуб, школа, клуб им. 20-летия Октября, находилась специализированная спецбольница для определения влияния химических веществ на здоровье человека. До войны начали строить клуб-дом культуры, но война и последующая ликвидация посёлка не позволили окончить его строительство.
Последние бараки ликвидированы в 1967 году.
Улицы: Трудовая, Володарского (на западе), Клубная (в центре), Школьная (на востоке), Ломоносова, Баумана, Молодёжная. На улице Баумана находились роддом № 3, хирургический корпус, инфекционное и терапевтические отделения. Детская больница № 9 стала находиться на улице Грибоедова.
В школе № 21 директором был Игорь Прокофьевич Гаркавенко. Среди выпускник школы будущие ич и врач Шамин.
В апреле 1947 года заборы у домов № 8/1,8/2,8/3 растащены на дрова.

### Посёлок «Красный химик»
Месторасположение — северная сторона от завода «Заводстрой», желдороги и трамвайных путей.
Рабочий посёлок для рабочих «Заводстроя» существовал с 1930 года по конец 60-х.
В 1947 году в Красном химике насчитывалось 42 дома общей площадью 2283 м2.
Улицы: Профсоюзная, Малая и Большая Ямские.